# Жозелон, Маргерит
Маргерит Жозелон (фр. Marguerite Thérèse Jauzelon, 25 июля 1917, Равин-Крез, Сен-Андре — 9 февраля 2023, Сен-Жиль, Сен-Поль) — учительница французского языка и фельдшер-волонтёр во время Второй мировой войны.

## Биография
Родилась в Сент-Андре, Реюньон, 25 июля 1917 года. Жозелон была дочерью инженера Раймона Жозелона. Она была четвёртым ребёнком из шести. Жозелон выросла в Сент-Андре и получила образование у монахинь монастыря Святого Иосифа Клюнийского. В 1930 году её отец был назначен заместителем директора Агентства колониальных поставок в столице Реюньона Сен-Дени. Она продолжила своё образование в Школе Жуанвиль, прежде чем вернуться в Сент-Андре в 1936 году. Её отец умер в апреле 1943 года.
В ноябре 1943 года Жозелон присоединилась к Французской освободительной армии в Северной Африке. Первоначально её назначили на работу секретарём, но затем она перешла к роли водителя скорой помощи, научившись водить машину в 14 лет. В Оране её направили в 431-й колониальный медицинский батальон 3-й транспортной роты, в состав которой входили 24 малагасийских и реюньонских фельдшера. Ей выделили машину скорой помощи Dodge, на которой она была главным водителем, а Фошетт Дюшен — её напарником. Они назвали машину «Ирондель» и 29 июля 1944 года направились в Аяччо. Высадка в Провансе состоялась 15 августа 1944 года, и она высадилась в Кавалер-сюр-Мер. Затем она направилась в Тулон, где эвакуировала раненых немцев.
В течение следующих нескольких месяцев Жозелон следовала за продвижением линии фронта союзников, в том числе принимала участие в сражениях при Вогезах и при Кольмаре. В мае 1945 года, в день подписания Акта о капитуляции Германии, она находилась недалеко от Тюбингена. Фельдшеры были демобилизованы в ноябре 1945 года.
В 1946 году Жозелон вернулась на Реюньон и возобновила свою работу в качестве учительницы. Её заслуги на войне были отмечены лишь в 2002 году, когда участник французского Сопротивления из Реюньона Жан Жоли наградил её званием Рыцаря Почётного легиона. Затем она участвовала в публичных выступлениях в школах и подчеркнула ценности мужества, гуманности и братства. В 2017 году ей исполнилось 100 лет, и ей была оказана официальная дань уважения.
Жозелон умерла 10 февраля 2023 года в возрасте 105 лет.

## Награды
- Кавалер ордена Почётного легиона (2012)[10]
- Офицер Ордена Академических пальм
- Крест Добровольцев
- Крест Бойца
- Медаль Войны 1939—1945

## Память
В январе 2023 года лицей Бельпьер в Сен-Дени, Реюньон, был переименован в лицей Маргерит Жозелон.